# حاجي أباد دو (مقاطعة فهرج)
حاجي أباد دو (بالإنجليزية: Hajjiabad-e Do, Kerman)‏ هي مستوطنة تقع في ناحية نغين كوير في إيران. يقدر عدد سكانها بـ 25 نسمة .